# Грегерсен, Бергур
Бе́ргур Гре́герсен (фар. Bergur Gregersen; род. 11 сентября 1994 года в Норагёте, Фарерские острова) — фарерский футболист, защитник клуба «Вуйчингур».

## Карьера
Бергур является воспитанником «Вуйчингура» из родной Норагёты. 18 сентября он дебютировал за вторую команду клуба в матче первого дивизиона против «Хойвуйка». 10 дней спустя защитник забил первый мяч в карьере, поразив ворота дублирующего состава «АБ». Всего в своём первом сезоне на взрослом уровне Бергур провёл 4 встречи в первой фарерской лиге. В следующем году он стал основным защитником второй команды «викингов». Его дебют за их первый состав состоялся 3 марта 2013 года в поединке за Суперкубок Фарерских островов с «ЭБ/Стреймур». 24 апреля того же года защитник провёл первую игру в фарерской премьер-лиге, это была встреча с «07 Вестур». Всего в сезоне-2013 Бергур сыграл 3 игры за «викингов» в высшем дивизионе.
В 2014 году Бергур был арендован тофтирским «Б68». Он начал сезон в основе тофтирцев, но по итогам 6 сыгранных матчей разочаровал главного тренера Йегвана Ольсена и был переведён в дублирующий состав. Летом того же года аренда была расторгнута, и защитник вернулся в «Вуйчингур». Бергур не пригодился главной команде «викингов», и следующие несколько сезонов выступах за их второй и третий составы в низших дивизионах. В 2019 году он вновь был переведён в первый состав «Вуйчингура» и отыграл все матчи финального круга фарерского чемпионата. В сезоне-2020 Бергур принял участие в 17 встречах первенства архипелага. Он также сыграл в финале национального кубка, где его команда уступила столичному «ХБ».

## Достижения
«Вуйчингур»
- Обладатель Кубка Фарерских островов (1): 2013